# Nathalie Björn
Gun Nathalie Björn (* 4. Mai 1997 in Uppsala) ist eine schwedische Fußballspielerin, die seit 2024 beim Chelsea FC unter Vertrag steht und 2016 erstmals in der schwedischen Fußballnationalmannschaft der Frauen spielte.

## Karriere

### Vereine
Björn begann bei Vaksala SK, einem Sportverein in Uppsala, für den sie noch vor ihrem 15. Geburtstag im schwedischen Pokal spielte. Als 16-Jährige spielte sie dann 2013 für IK Sirius in der Elitettan, der in dem Jahr neugegründeten zweiten Liga im schwedischen Frauenfußball. Als Dritter verpasste der Verein knapp den Aufstieg in die Damallsvenskan. Björn wechselte danach zum Ligazweiten AIK Solna und spielte für ihn in der folgenden Saison in der ersten Liga, wo als Drittletzter der sofortige Abstieg knapp vermieden wurde. In der Saison 2015 wurde der Verein aber Letzter und stieg wieder ab. Björn wechselte daraufhin zum Vizemeister Eskilstuna United. Mit diesem wurde sie 2016 und 2017 Dritter und nahm an der UEFA Women’s Champions League 2016/17 teil, wo sie im Sechzehntelfinale bei den beiden Siegen gegen Glasgow City FC jeweils über 90 Minuten mitspielte. Im Achtelfinale gegen den VfL Wolfsburg kam sie nur bei der 1:5-Heimniederlage zum Einsatz, wurde aber nach 81 Minuten ausgewechselt. Die 0:3-Auswärtsniederlage erlebte sie nicht mit. Nach zwei Spielzeiten in Eskilstuna wechselte sie zum Vizemeister FC Rosengård, mit dem sie in der Saison 2018 Dritte wurde. Am 18. Mai 2018 wurde sie mit Rosengård Pokalsiegerin und gewann damit ihren ersten nationalen Titel. In der UEFA Women’s Champions League 2018/19 wurde sie in den vier Spielen jeweils über die volle Distanz eingesetzt, schied aber im Achtelfinale nach einer 2:3-Heimniederlage und einem torlosen Auswärtsremis gegen Slavia Prag aus. Am ersten Spieltag der Saison 2019 erzielte sie gegen ihren alten Verein Eskilstuna United in der 90 Minute das einzige Tor des Spiels und damit ihr erstes Ligator überhaupt. Insgesamt kam sie in der Saison, die mit der Meisterschaft endete in 17 von 22 Spielen zum Einsatz. In der Saison 2020 kam sie in allen 22 Spielen zum Einsatz. 2021 wechselte sie nach acht Spielen in der laufenden Saison wie zwei weitere Schwedinnen zum FC Everton, wo sie einen Dreijahresvertrag erhielt.
Im Januar 2024 erhielt sie einen Dreieinhalbjahresvertrag beim Chelsea FC.

### Nationalmannschaften
Björn durchlief die schwedischen Juniorinnen-Nationalmannschaften, wurde mit der U-17-Mannschaft Vizeeuropameister 2013, scheiterte mit ihr in der Qualifikation zur U-17 EM 2014, schied mit der U-19-Mannschaft in der Gruppenphase der U-19-EM 2014 aus und gewann dann letztlich bei der U-19-Fußball-Europameisterschaft der Frauen 2015 doch noch einen Titel. Sie nahm dann auch noch im September 2015 an der ersten Qualifikationsrunde zur U-19-Fußball-Europameisterschaft der Frauen 2016 teil, die die Schwedinnen mit drei Siegen erfolgreich absolvierten. Für die Eliterunde im April 2016, in der die Schwedinnen ausschieden, wurde sie aber nicht berücksichtigt. Für die U-20-Fußball-Weltmeisterschaft der Frauen 2016 im November 2016, für die sich die Schwedinnen 2015 als Europameisterinnen qualifiziert hatten, wurde sie auch nicht nominiert.
Am 21. Oktober 2016 kam sie zu ihrem ersten Einsatz in der A-Nationalmannschaft. Beim 7:0 gegen die Iranerinnen, die erstmals in Europa spielten, stand sie in der Startelf und wurde als eine von nur drei Spielerinnen nicht ausgewechselt. Drei Tage später kam sie beim torlosen Remis gegen Norwegen zu ihrem zweiten A-Länderspiel, wurde da aber erst vier Minuten vor dem Spielende eingewechselt.
Auf ihr drittes Länderspiel musste sie dann fast zwei Jahre warten: Nach mehreren Spielen als Kapitänin mit der U-23-Mannschaft im Jahr 2018 stand sie am 9. Oktober 2018 bei der 0:1-Auswärtsniederlage gegen Italien wieder in der Startelf der A-Nationalmannschaft und durfte als eine von fünf Spielerinnen durchspielen. Beim 2:0-Sieg gegen England zum Abschluss des Länderspieljahres wurde sie nach einer Stunde eingewechselt. In den ersten sechs Länderspielen 2019 wurde sie dreimal eingewechselt und spielte nur bei der 1:2-Niederlage gegen Portugal beim Algarve-Cup 2019 über 90 Minuten, erzielte dabei aber ihr erstes Länderspieltor und damit ein Länderspieltor vor einem Tor in der nationalen Liga.
Am 16. Mai wurde sie auch für die WM nominiert. Bei der WM wurde sie erstmals im Gruppenfinale gegen die USA eingesetzt und spielte dabei über 90 Minuten. Mit 0:2 verloren die Schwedinnen, zogen aber als Gruppenzweite ins Achtelfinale, wo sie gegen Kanada in der 79. Minute eingewechselt wurde. Im Viertelfinale gewannen die Schwedinnen nach 24 Jahren wieder ein Pflichtspiel gegen die deutsche Mannschaft und qualifizierten sich damit für die Olympischen Spiele 2020. Björn wurde vier Minuten vor dem Spielende eingewechselt. Im Halbfinale unterlagen sie Europameister Niederlande nach Verlängerung, konnten dann aber das Spiel um Platz 3 gegen England gewinnen, bei dem sie wieder in der Startelf stand, aber nach 72 Minuten ausgewechselt wurde.
Sie wurde auch für die wegen der COVID-19-Pandemie um ein Jahr verschobenen Olympischen Spiele 2020 nominiert. Bei den Spielen wurde sie in allen Spielen ihrer Mannschaft eingesetzt, dabei zweimal zur zweiten Halbzeit eingewechselt. Im finalen Elfmeterschießen gegen Kanada war sie als erste Schwedin erfolgreich, da aber vier ihrer Mitspielerinnen scheiteterten, sprang für die Schwedinnen wie 2016 „nur“ die Silbermedaille heraus.
In der erfolgreichen Qualifikation für die WM 2023 wurde sie in fünf Spielen eingesetzt, im ersten Spiel allerdings erst in der Nachspielzeit eingewechselt. An den Spielen im November 2021 konnte sie nicht teilnehmen.  Bei der EM-Endrunde in England, die wegen der COVID-19-Pandemie auch um ein Jahr verschoben wurde, wurde sie in den fünf Spielen ihrer Mannschaft eingesetzt. Mit einer 0:4-Niederlage gegen Gastgeber England schieden die Schwedinnen im Halbfinale aus.
Sie wurde für die WM-Endrunde 2023 nominiert, kam in sechs der sieben Spiele ihres Teams zum Einsatz – nur im dritten Gruppenspiel wurde sie wie einige andere Stammspielerinnen geschont, ansonsten verpasste sie keine Minute.  Durch eine 1:2-Niederlage im Halbfinale gegen die Spanierinnen verpasste sie mit ihrer Mannschaft das Finale. Durch einen 2:0-Sieg im Spiel um Platz 3 über die Nationalmannschaft Australiens gewann sie die Bronzemedaille.
Da erstmals das Abschneiden bei der WM für die europäischen Teams nicht entscheidend für die Qualifikation zu den Olympischen Spielen 2024 war, hatten die Schwedinnen, die als Dritte nicht qualifiziert gewesen wären, noch die Chance sich über die UEFA Women’s Nations League 2023/24 für die Spiele in Paris zu qualifizieren. Die Schwedinnen konnten aber nur zwei Spiele gewinnen und verpassten als Gruppendritte nicht nur das Final Four Turnier, bei dem um zwei Olympiatickets gespielt wurde und verpassen damit erstmals die Olympischen Spiele. Zudem mussten sie auch in die Relegation. Hier setzten sie sich aber mit zwei 5:0-Siegen gegen Bosnien-Herzegowina durch, so dass sie in Liga A verbleiben. Björn kam in fünf der sechs Gruppenspiele und beiden Play-off-Spielen zum Einsatz.
Auch bei der Frauen Europameisterschaft 2025 in der Schweiz, war die schwedische Nationalmannschaft mit Björn in der Startelf dabei. Die Schwedinnen konnten in den ersten Spielen mit ihrer Leistung beeindrucken, wie zum Beispiel gegen die deutsche Nationalmannschaft und den Rekordeuropameister mit einem Ergebnis von 4:1 besiegen. Das war das erste Mal, dass die Schwedinnen gegen Deutschland in einer Europameisterschaft gewonnen haben. Durch diesen Sieg wurde Schweden Gruppenerster und traf im Viertelfinale auf die Engländerin. Nach einem 2:2 kam es zur Verlängerung und schlussendlich zum Elfmeterschießen, Björn traf ihren Elfmeter, jedoch verloren die Schwedinnen gegen England am Ende und schieden damit aus dem Turnier aus.

## Erfolge
- 2015: U-19-Europameisterin
- 2017/18: Schwedische Pokalsiegerin mit FC Rosengård
- 2019: Dritte der Weltmeisterschaft
- 2019: Schwedische Meisterin mit FC Rosengård
- 2021: Olympische Spiele 2020: Silbermedaille
- 2023: Fußball-Weltmeisterschaft der Frauen: Bronze-Medaille
- Englische Meisterin: 2024, 2025
- Englische Pokalsiegerin: 2024

## Belege
1. ↑  Eskilstuna United vs. Rosengård 0 – 1
2. ↑  fcrosengard.se: Björn räddade tre poäng till Rosengård!
3. ↑  evertonfc.com: Björn Joins Everton
4. ↑  chelseafc.com: January transfer window 2024: All the Chelsea ins and outs
5. ↑  Sverige 7 – 0 Iran
6. ↑  Aufgrund der acht Auswechslungen wird das Spiel von der FIFA nicht als offizielles Länderspiel gezählt.
7. ↑  Norge 0 – 0 Sverige
8. ↑  Italien 1 – 0 Sverige
9. ↑  svenskfotboll.se: Gerhardssons VM-trupp presenterad
10. ↑  svenskfotboll.se: Truppen till OS i Japan
11. ↑  svenskfotboll.se: Larsson ersätter Björn
12. ↑  Ergebnisse & Spielpläne. 15. August 2023, abgerufen am 15. August 2023.
13. ↑  SCHWEDEN 2 - 0 AUSTRALIEN. 19. August 2023, abgerufen am 19. August 2023.
14. ↑  England besiegt Schweden bei der Frauen-EM im Viertelfinale. Abgerufen am 4. August 2025.

| Personendaten    | Personendaten                            |
| ---------------- | ---------------------------------------- |
| NAME             | Björn, Nathalie                          |
| ALTERNATIVNAMEN  | Björn, Gun Nathalie (vollständiger Name) |
| KURZBESCHREIBUNG | schwedische Fußballspielerin             |
| GEBURTSDATUM     | 4. Mai 1997                              |
| GEBURTSORT       | Uppsala, Schweden                        |